# Sous les Peupliers, effet de soleil
Sous les Peupliers, effet de soleil est un tableau de Claude Monet réalisé en 1887. Il est exposé à la Staatsgalerie de Stuttgart.

## Contexte
Monet est installé à Giverny depuis quatre ans en famille avec ses enfants, Alice et les siens. Ses réalisations font encore largement la place à des sites issus de ses nombreux voyages (Côte normande, Riviera, polders de Hollande, Belle-Île). Mais les environs du village lui offrent aussi des sources d’inspiration variées. La scène est ici la plaine des Essarts, située à Limetz.

## Traitement du sujet
Monet utilise plusieurs techniques pour créer une atmosphère bucolique. Le premier plan et l’enfant sont traités sommairement pour que l’attention soit portée principalement sur le personnage central, dont la tenue et les traits ne sont pourtant que suggérés, l'ensemble baignant dans une atmosphère onirique. Le dégradé de couleurs renforce l’effet de perspective offert par les arbres. L’impression d'espace est renforcé par les peupliers débordant le cadre. Il reprendra cette idée dans la série qu’il entamera quatre ans plus tard. Le peintre prend soin de représenter une fleur rouge que Suzanne Hoschedé a déjà portée pour un autre tableau réalisé l'année précédente.

Essai de figure en plein air (vue sur la gauche) 1886, Musée d'Orsay. Le modèle est Suzanne Hoschedé.

## Devenir de l’œuvre
Probablement achetée à Monet par Jean-Baptiste Faure, elle est, en 1906, la première acquisition du musée qui est aujourd’hui la Staatsgalerie de Stuttgart. Le centenaire de l’événement a été célébré par l'institution,.